# Форт Зеландия

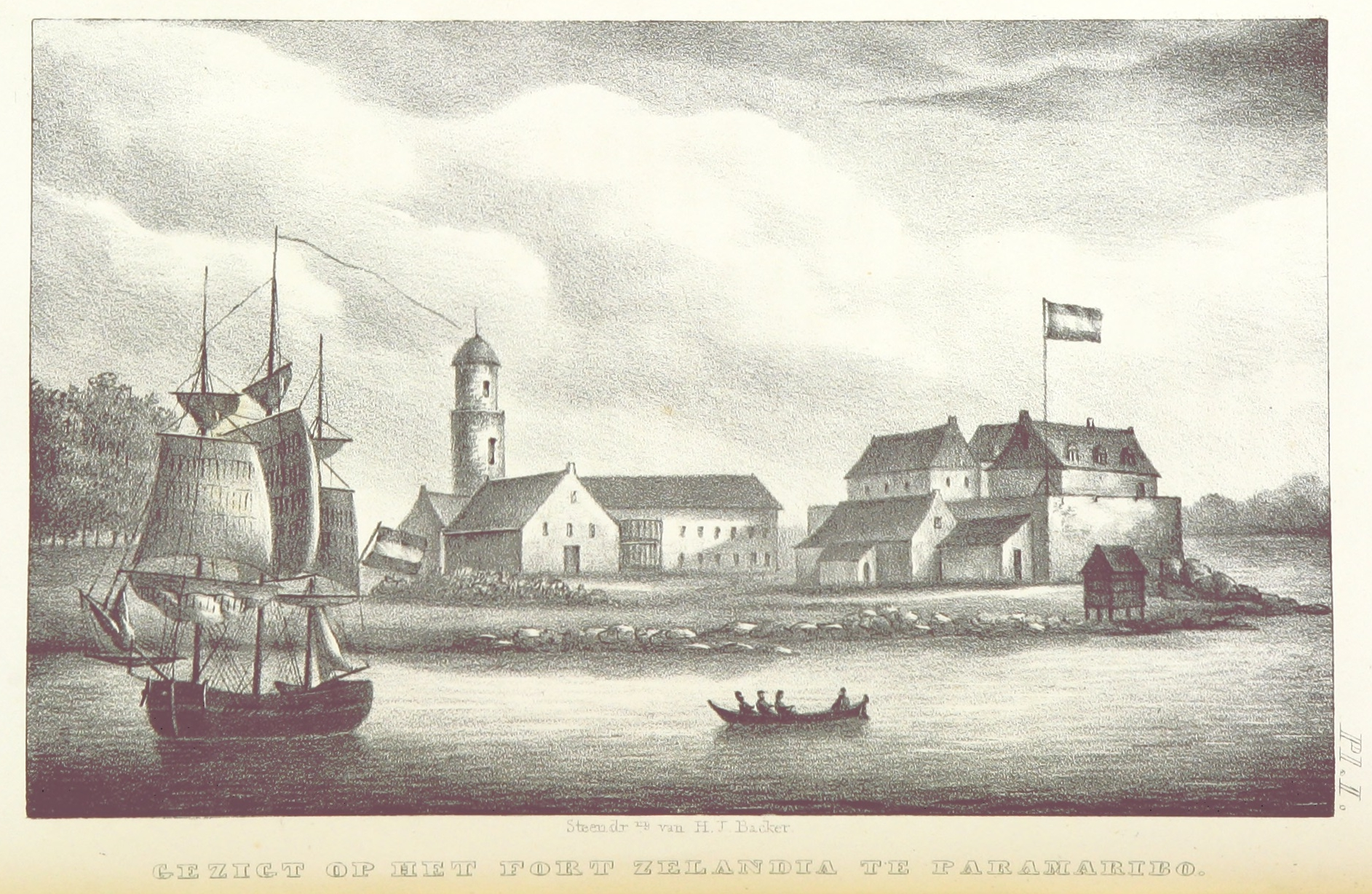
Вид на форт Зеландия в 1842 году

Форт Зеландия (нидерл. Fort Zeelandia) — военный форт XVII века в городе Парамарибо (Суринам).

## История
Деревянный форт был построен англичанами в 1640 году и носил название форт Уиллорби в честь губернатора Барбадоса лорда Фрэнсиса Уиллоуби, направившего английских поселенцев в Суринам. В ходе Второй англо-голландской войны голландская эскадра под предводительством Абрахама Крийнссена атаковала Английские колонии в Суринаме. 25 февраля 1667 года Крийнссен достиг реки Суринам, где был расположен форт Уиллорби. После короткого обстрела англичане сдали форт, а 6 марта и всю колонию.
Крийнссен был уроженцем Зеландии, поэтому переименовал форт Уиллорби в форт Зеландия.
Несмотря на то, что Бредское соглашение 1667 года закрепляло Суринам за Голландией, форт Зеландия был захвачен англичанами 13 октября 1667 года. Крийнссен прибыл в Суринам 20 апреля, и уже 28 апреля 1668 года отбил всю территорию колонии.
После того, как французы в 1712 году провели несколько удачных атак на Парамарибо, было принято решение построить новый форт на правом берегу реки. В 1747 году был построен новый форт «Ньив-Амстердам», после этого
форт Зеландия утратил стратегическое значение, три бастиона крепости из пяти были разобраны, а сама крепость превратилась в казарму, позднее в тюрьму.
В годы Второй мировой войны губернатор Иоганн Киелстра арестовал всех немцев, живших в тот момент в Суринаме, и поместил их в форт. В 1967 году форт был переоборудован в музей. После обретения независимости Суринамом в форт была перемещена статуя королевы Вильгельмины.
25 февраля 1980 года в Суринаме был совершён военный переворот. Он был организован старшим сержантом Дези Баутерсе. Баутерсе стал править Суринамом как диктатор, глава созданного им Национального Военного Совета (присвоив себе воинское звание подполковника — высшее в суринамской армии). Он распустил парламент, отменил конституцию, ввёл в стране чрезвычайное положение и создал специальный трибунал, который рассматривал дела членов прежнего правительства и предпринимателей. После переворота в форте Зеландия вновь была оборудована тюрьма, в которой содержались враги режима Баутерсе.
8 декабря 1982 года группа из пятнадцати учёных, журналистов, юристов, профсоюзных лидеров и военных, которые выступали против военного правления в Суринаме, были схвачены и доставлены в форт Зеландия, где они были подвергнуты пыткам и казнены солдатами Баутерсе. Было убито 15 человек, причём один человек являлся нидерландским подданным (официально они погибли при попытке побега). События стали известны как декабрьские убийства.
После возвращения демократии в форте вновь был создан исторический музей.

## Описание
Форт «Зеландия» представляет собой пятиугольную крепость — музей под открытым небом.

## Галерея

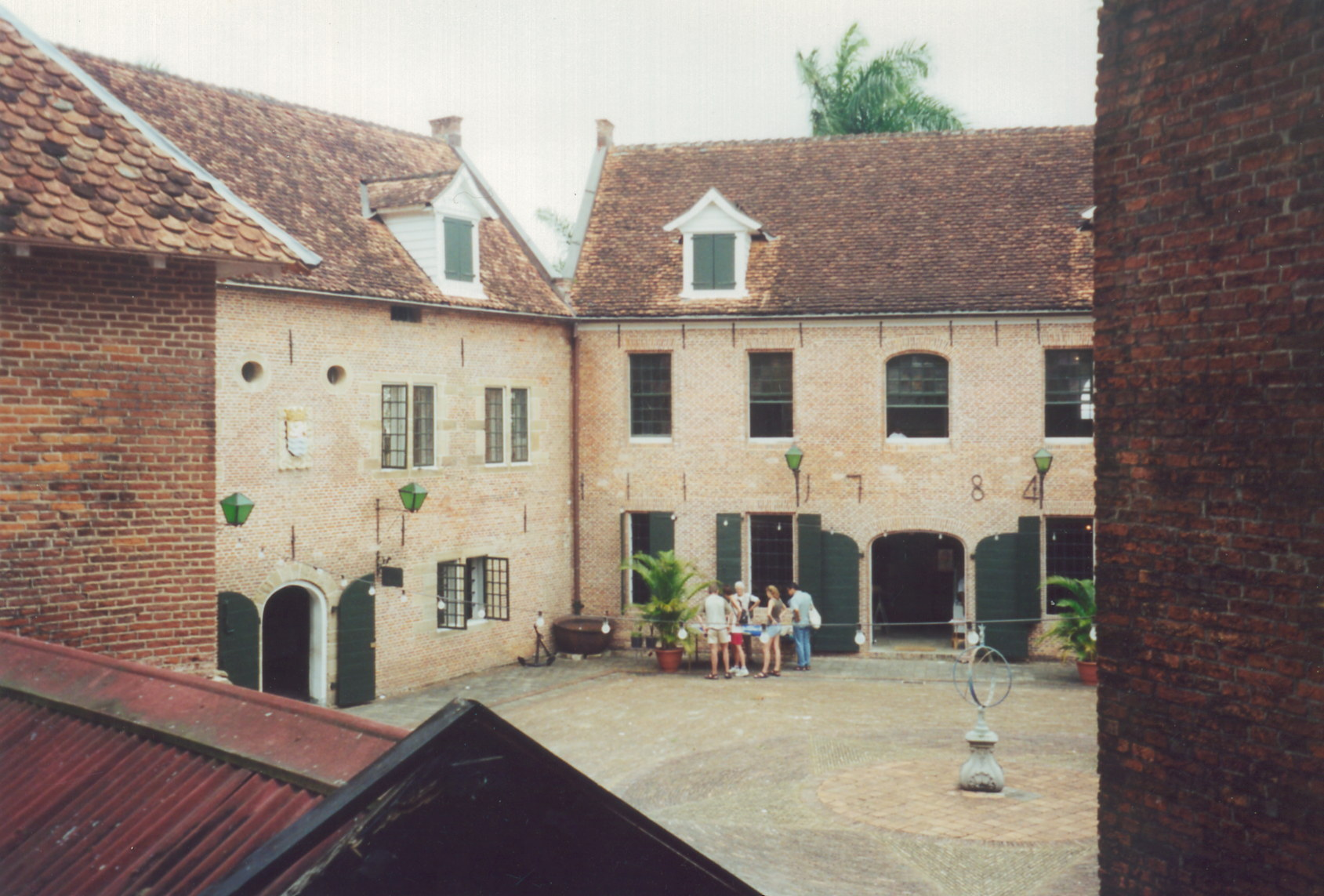
Вид форта Зеландия изнутри
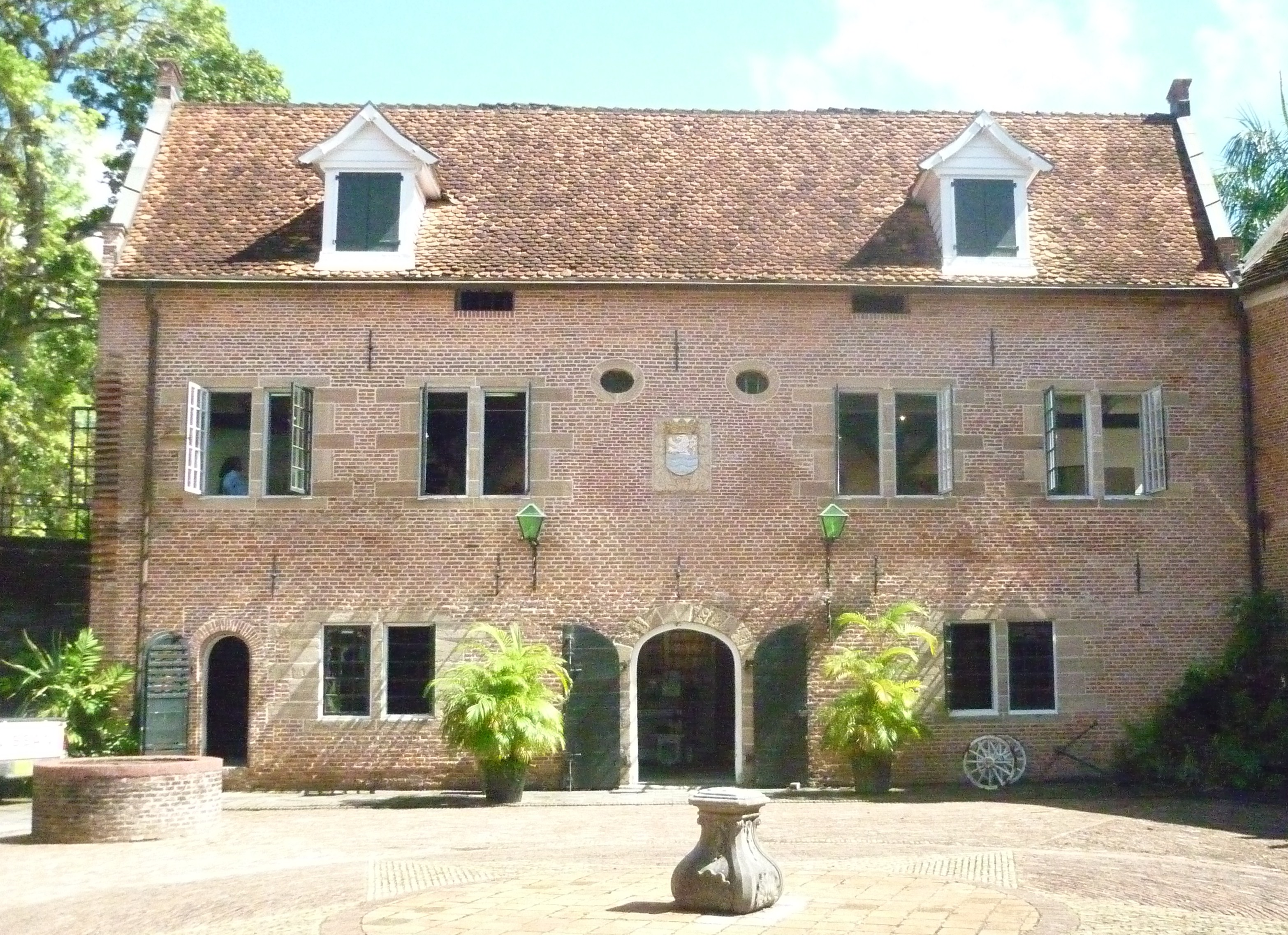
Арсенал форта, переоборудованный впоследствии в аптеку
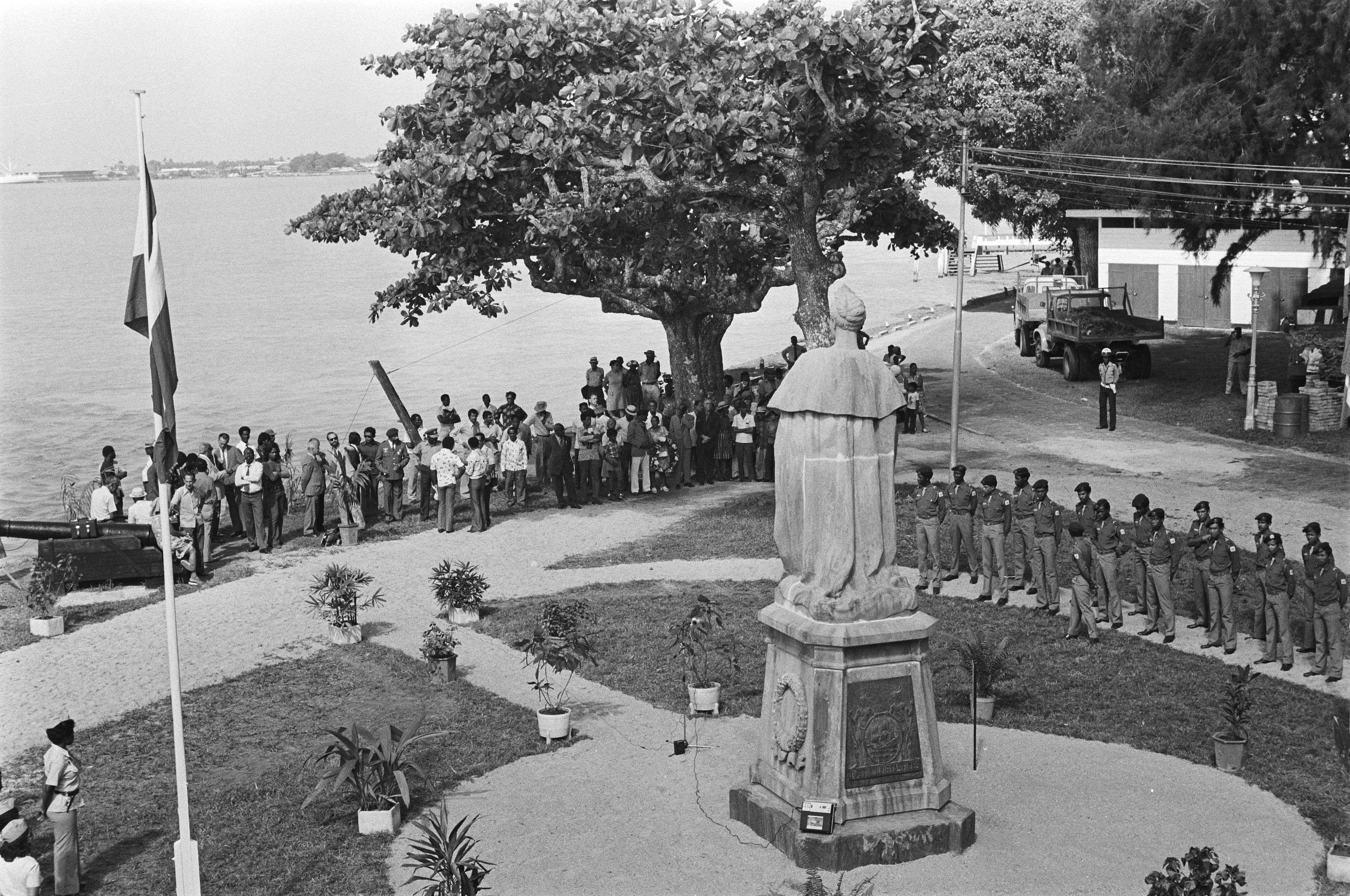
Перенос статуи королевы Вильгельмины в форт
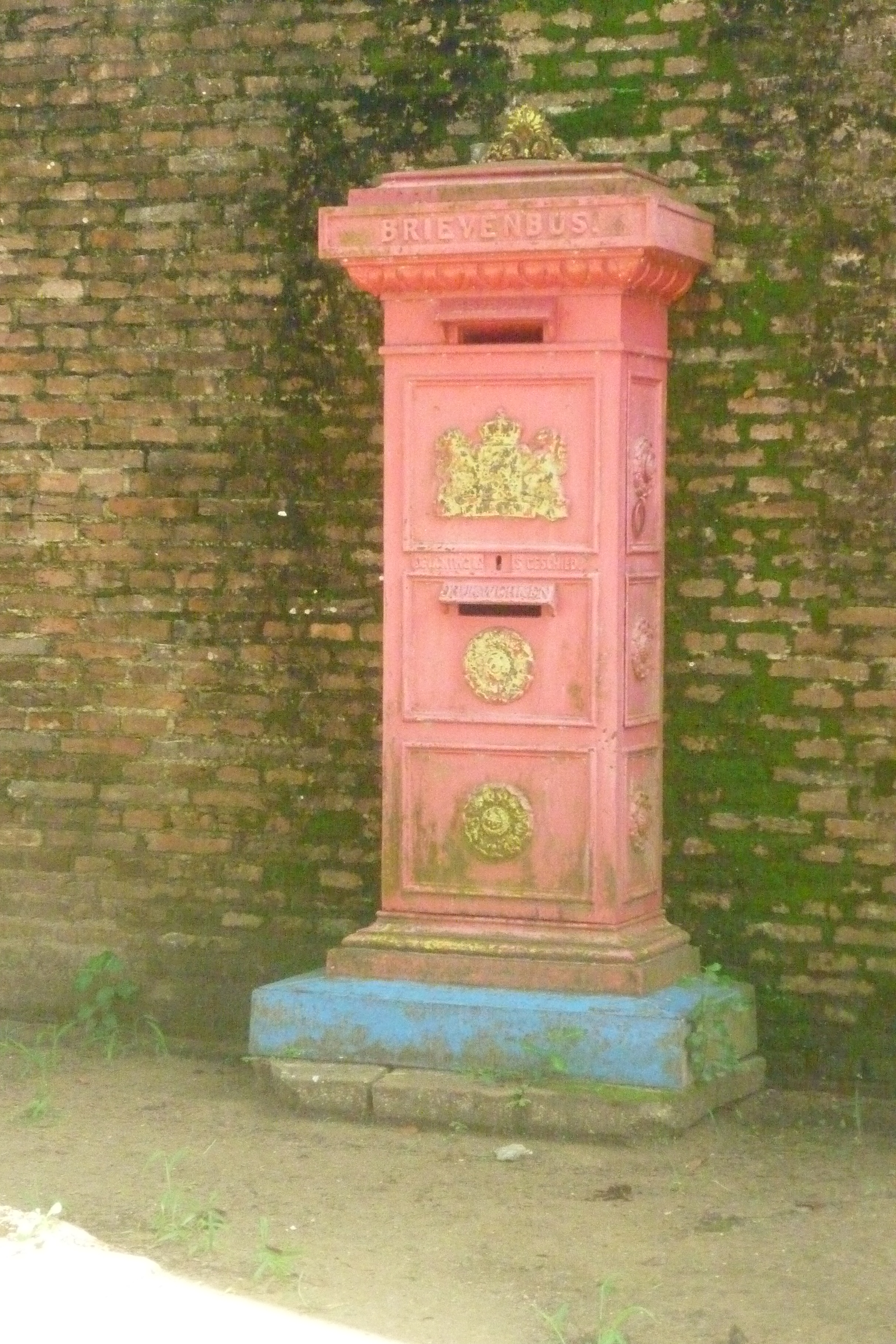
Старинный голландский почтовый ящик в форте Зеландия